# Музеј жртава геноцида
Музеј жртава геноцида у Београду основан је Законом о оснивању Музеја жртава геноцида „ради трајног сећања на жртве геноцида над Србима, прикупљања, обраде и коришћења података о њима и остваривању обавеза из Међународне конвенције о спречавању и кажњавању злочина геноцида“ и даље: „Музеј се може бавити и прикупљањем, обрадом и коришћењем података о геноциду над Јеврејима, Ромима и припадницима других народа и националних мањина.“, а почео је институционално да функционише од јануара 1995. године. Музеј жртава геноцида је регистрован, према Закону о оснивању, са седиштем у Крагујевцу, а целокупна делатност, сем рачуноводствених послова, одвија се у Београду, где се налазе и радни простори организационе јединице (Документациони центар) Музеја на Тргу Николе Пашића бр. 11.

## Задаци
Задаци Музеја су: прикупљање, обрада и чување података о појединачним и групним жртвама злочина геноцида и другим чињеницама: принудно расељавање, узимање талаца, одвођење у логор, принудни рад, пљачка имовине, употреба недозвољених средстава у борби, уништавање и пљачка културно-историјских споменика и добара, прикупљање, обрада и чување грађе о злочинима геноцида, извршиоцима злочина геноцида, спасиоцима жртава геноцида, утврђивање и обележавање места страдања жртава, обезбеђивање коришћења културно-историјске грађе и сазнања у културне, образовне, васпитне и информативне сврхе, сарадња са сродним институцијама у земљи и иностранству, организација стручних и научних скупова посвећених сећању на злочине
геноцида.

## Најзначајнији пројекат
Пројекат „Жртве рата 1941-1945“ (Ревизија Пописа “Жртве рата 1941-1945„ из 1964. године). Циљ пројекта је поименично утврђивање жртава Другог светског рата са пуном идентификацијом, без обзира на националну, верску, етничку, идеолошку и војно-формацијску припадност.

## Збирке и фондови
1. Збирка докумената (Фонд "Жртве рата 1941-1945", Фонд грађе о ратним сукобима од 1991. године, Фонд Међународни суд правде, Фонд Међународни кривични трибунал за бившу Југославију у Хагу, Фонд легата), 
2. Збирка предмета, 
3. Збирка уметничких дела, 
4. Збирка документарних фотографија, 
5. Мултимедијална збирка (Видеотека, Аудиотека, Дигитални записи, Микрофилмови, Филмови, Мапе), 
6. Помоћне збирке и фондови (Фонд копија архивске грађе, Фонд записа са интернета, Фонд копија дигиталних записа, Библиотека, Хемеротека). 
7. 15 личних фондова

## Делатност
Музеј је био организатор или суорганизатор више изложби, објављено је више књига, а кустоси су објавили неколико десетина прилога у стручној литератури у земљи и иностранству. Музеј је такође био организатор и суорганизатор научних скупова (Београд, Њујорк, Бања Лука, Јерусалим), а кустоси су учествовали на више научних скупова у земљи и иностранству.

## Међународна сарадња
У реализацији пројеката сарађује се и размењују искуства са музејима, институцијама и појединцима како у земљи тако и у свету и земљама у окружењу: Yad Vashem у Јерусалиму, Музејом холокауста у Вашингтону, Визенталовим центром у Јерусалиму, SHOAH центром у Лос Анђелесу, Dokumentationsarchiv des Österreichischen Wiederstandes из Беча, Документационим центром за прикупљање грађе о ратним сукобима 1991-1995. из Бање Луке, Документационим центром „Веритас“ из Београда и Бање Луке, Музејом Републике Српске из Бање Луке, Хрватским институтом за повијест из Загреба и др.

## Директори
- др Милан Булајић (1992-2003)
- Ненад Ђорђевић (2002-2013)
- др Вељко Ђурић Мишина (2013-2021)
- др Дејан Ристић (2021-)[2]